# Dachsteinkapelle

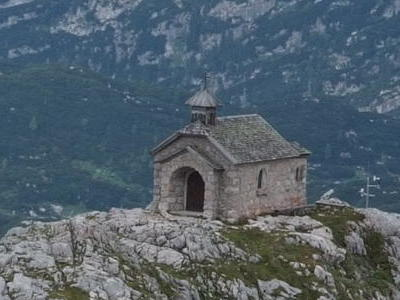
Dachsteinkapelle

Die Dachsteinkapelle befindet sich unmittelbar bei der Simonyhütte auf dem Dachsteingebirge. Sie liegt auf einer Höhe von 2206 m ü. A. und gilt als das höchstgelegene Gotteshaus der Nördlichen Kalkalpen. Sie befindet sich auf dem Gemeindegebiet von Hallstatt im Bezirk Gmunden (Oberösterreich) und gehört zur Diözese Linz. Die Kapelle steht unter Denkmalschutz.

## Geschichte
Die Idee zum Bau der Dachsteinkapelle hatte der Bad Ischler Pfarrer Franz Stadler (1868–1936). Bei einer gemeinsamen Dachsteinbesteigung mit dem Linzer Bischof Rudolph Hittmair im August 1912 erfuhr dieser davon, war von der Idee begeistert und leitete das Projekt in die Wege.
Die Kapelle wurde im Jahre 1913 vom Linzer Dombaumeister Matthäus Schlager erbaut. Für die Mauern wurden Dachsteinkalksteine aus der Umgebung der Simonyhütte verwendet. Das restliche Baumaterial wurde von freiwilligen Helfern aus dem Tal hinauf geschafft. Am 1. September 1914 wurde die Kapelle von Bischof Rudolph Hittmair dem allerheiligsten Altarsakrament geweiht. Die Innengestaltung der Kapelle wurde wegen des Ersten Weltkriegs zunächst nicht fertiggestellt.
Am 26. Juli 1925 wurde in der Dachsteinkapelle eine Gedenktafel enthüllt, die an den 1915 verstorbenen Bischof Hittmair erinnert.
Erst 1994 wurde die Innengestaltung auf Initiative des Hallstätter Pfarrers August Stögner vorgenommen. Aus dieser Zeit stammen das Altarrelief und der Zelebrationstisch.
In den Jahren 2013 bzw. 2014 wurden die 100-jährigen Jubiläen der Grundsteinlegung und der Weihe gefeiert.
Im Jahr 2015 fand nach einem Spendenaufruf eine Sanierung statt, bei der die Dacheindeckung, die Fassade und der Innenputz erneuert wurden. Die Kosten der Renovierung wurden anteilig vom Land Oberösterreich, dem Bundesdenkmalamt, der Diözese Linz, der katholischen Pfarre Hallstatt und privaten Spendern getragen.

## Bemerkungen
Die Dachsteinkapelle ist auf einem der Linzer Domfenster abgebildet.
Der lotrechte Balken des Kreuzes auf dem Glockentürmchen der Kapelle wird für Vermessungszwecke verwendet.
Die 2010 eingeweihte Kapelle zum Hl. Valentin auf dem Plattkopf im Zillergründl ist ein Nachbau der Dachsteinkapelle.